# لارنس سامرز
لارنس «لری» سامرز (انگلیسی: Lawrence Summers؛ زادهٔ ۳۰ نوامبر ۱۹۵۴) اقتصاددان اهل ایالات متحده آمریکا، رئیس سابق و استاد دانشگاه هاروارد است. او از مارس ۲۰۱۷ استاد و مدیر مرکز تجارت مصور رحمانی و مدیر مدرسه حکومت جان اف. کندی است. 

دایی او، کنت ارو، و عمویش، پال ساموئلسون، برنده جایزه نوبل اقتصاد بودند. 
سامرز در  نیوهیون، کنتیکت به دنیا آمد. او در سال ۱۹۸۳ در دانشگاه هاروارد به درجه استادی نائل آمد، در سال ۱۹۹۱ هاروارد را ترک کرد و تا سال ۱۹۹۳ به عنوان اقتصاد‌دان ارشد در بانک جهانی کار می‌کرد.  